# Daniel Samek
Daniel Samek, né le 19 février 2004 à Hradec Králové en Tchéquie, est un footballeur tchèque qui évolue au poste de milieu défensif.

## Biographie

### Slavia Prague
Né à Hradec Králové en Tchéquie, Daniel Samek est formé par l'un des clubs les plus importants du pays, le SK Slavia Prague, qu'il rejoint à l'été 2018 à l'âge de 14 ans, en provenance du FC Hradec Králové. Le club lui voit alors un grand avenir. Il est intégré pour la première fois au groupe professionnel à l'entraînement en 2020, pendant la pause du championnat en raison de la pandémie de covid.
Il fait ses débuts en professionnels à seulement 17 ans, le 3 mars 2021 contre le FC Slavia Karlovy Vary (en). Il entre en jeu lors de cette large victoire de son équipe (10-3). Samek joue son premier match en championnat le 23 mai 2021, lors d'une rencontre de championnat face au FK Jablonec. Il est titularisé et les deux équipes se neutralisent (1-1 score final).
A l'issue de cette saison 2020-2021 le Slavia est sacré champion de République tchèque, il glane donc le premier titre de sa carrière.
Le 19 août 2021 il participe à son premier match de coupe d'Europe lors d'une rencontre qualificative pour la Ligue Europa 2021-2022 face au Legia Varsovie (2-2 score final). Le 22 août suivant, Samek inscrit son premier but en professionnel, contre le FC Baník Ostrava, en championnat. Il est titularisé ce jour-là et délivre une passe décisive sur l'ouverture du score de Stanislav Tecl, contribuant ainsi à la victoire de son équipe par quatre buts à zéro,.

### US Lecce
Le 30 juillet 2022, Daniel Samek rejoint l'US Lecce pour un contrat de cinq ans, soit jusqu'en juin 2027. Il est dans un premier temps intégré à la Primavera,.

### En équipe nationale
Le 20 février 2020, il inscrit un but avec l'équipe de Tchéquie des moins de 16 ans, lors d'une rencontre amicale face au Pays de Galles.
Daniel Samek est sélectionné pour la première fois avec l'équipe de Tchéquie des moins de 19 ans le 3 juin 2021, contre la Slovaquie (victoire 0-4 des Tchèques).

## Palmarès
SK Slavia Prague
- Championnat de Tchéquie (1) :
  - Champion : 2020-21.